# Лесная киникса
Лесная киникса, или киникса Хоума (лат. Kinixys homeana), — вид черепах из рода киникс, обитающих на территории Западной Африки. Видовое латинское название дано в честь английского зоолога Эверарда Хома (1756—1832).

## Внешний вид
Лесная киникса достигает в длину 20 см. Карапакс имеет буро-жёлтый цвет, а пластрон буроватый. Выступающие края плоские и направленные вперёд, имеют зазубренности. Голова у лесной киниксы треугольная, жёлтого цвета. Лапы очень мощные, имеют большие по размерам чешуи.

## Распространение и среда обитания
Лесная киникса обитает на территории Западной Африки (от Гвинеи до Заира). Предпочитает жить на полянах и опушках, расчищенных территориях, плантациях. Охотно заходит в лужи.

## Питание
В лужах может поедать водные растения, насекомых, ракообразных, различных червей, лягушачью икру, головастиков, а также гигантских улиток-ахатин.

## Содержание в неволе
Содержится в террариумах, где поддерживается температура от 26 °C до 32 °C и постоянная влажность воздуха 70-80 %. Если изменить эти показатели, то лесная киникса перестаёт есть. Является очень прихотливым видом.